# Radymno
Radymno é um município da Polônia, na voivodia da Subcarpácia e no condado de Jarosław. Estende-se por uma área de 13,62 km², com 5 335 habitantes, segundo os censos de 2017, com uma densidade de 391,7 hab/km².